# Jørgen Roos
Pour les articles homonymes, voir Roos.
Jørgen Roos est un documentariste danois (né à Gilleleje le 14 août 1922 et mort le 13 septembre 1998 à Trørød).
Il a gardé d'une formation quelque peu surréaliste le goût des coq-à-l'âne poétiques et des rapprochements imprévus.

## Filmographie
- 1951 : Cochons aérodynamiques (documentaire)
- 1963 : Oslo
- 1961 : Foroya (Les îles Féroé)
- 1960 : A City Called Copenhagen (Une ville nommée Copenhague)
- 1955 : Le Conte de ma vie
- 1949 : De naede faergen (Ils attrapèrent le bac)